# WIG30

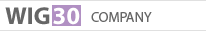
Logo des WIG30-Index

Der WIG30-Index der in Warschau (Polen) ansässigen Warschauer Wertpapierbörse bildet die Volatilität und Marktkapitalisierung der dreißig größten dort gehandelten Aktienwerte ab. Die maximale Indexgewichtung für Unternehmen liegt bei 10 Prozent und bei maximal sieben Unternehmen aus einem Sektor.
Der Bereich Service (Versorger, Handel, Telekommunikation, Medien und Software) umfasst 26,28 Prozent des Aktienportfolios. Unter Industry werden die Unternehmen der Chemischen Industrie, Öl- & Gasfördernde Unternehmen, Grundstoffe, Lebensmittel und Metallindustrie zusammengefasst. Diese bilden 29,05 Prozent des Aktienportfolios ab. Mit einem Anteil von 44,67 Prozent ist der Bereich Finance, mit Unternehmen aus der Versicherungs-, Finanz- und Immobilienwirtschaft, der am stärksten gewichtete Bestandteil des WIG30.
Der WIG30-Index wurde am 23. September 2013 eingeführt.  Als Stichtag zur Ermittlung des Basiswertes wurde der 23. Dezember 2012, mit 2582,98 Punkten, genommen.

## Unternehmen des WIG30
| Logo | Name                       | Industrie              | Aktiensymbol | Anteil am Index (%) | Firmensitz       | Jahr der Gründung | Anzahl der Beschäftigten |
| ---- | -------------------------- | ---------------------- | ------------ | ------------------- | ---------------- | ----------------- | ------------------------ |
|      | Allegro                    | Handel                 | ALE          | 6,07                | Poznań           | 1999              | 4.848 (2021)             |
|      | Alior Bank                 | Finanzen               | ALR          | 2,31                | Warszawa         | 2008              | 8.143 (2019)             |
|      | Asseco Poland              | Technologie            | ACP          | 1,24                | Rzeszów          | 1991              | 32.400 (2023)            |
|      | Bogdanka                   | Bergbau                | LWB          | 0,15                | Puchaczów        | 1975              | 4.700 (2019)             |
|      | Budimex                    | Bauwesen               | BDX          | 2,82                | Warszawa         | 1968              | 7.022 (2022)             |
|      | CCC                        | Bekleidung             | CCC          | 0,98                | Polkowice        | 1999              | 13.220 (2021)            |
|      | CD Projekt                 | Technologie            | CDR          | 2,61                | Warszawa         | 1994              | 1.111 (2019)             |
|      | Cyfrowy Polsat             | Telekommunikation      | CPS          | 0,91                | Warszawa         | 1999              | 7.400 (2020)             |
|      | Dino                       | Handel                 | DNP          | 7,10                | Krotoszyn        | 1999              | 16.530 (2018)            |
|      | Enea                       | Energie                | ENA          | 0,80                | Poznań           | 2003              | 17.291 (2019)            |
|      | Eurocash                   | Handel                 | EUR          | 0,40                | Komorniki        | 1993              | 21.277 (2020)            |
|      | Grupa Azoty                | Chemie                 | ATT          | 0,36                | Tarnów           | 1927              | 15.609 (2019)            |
|      | Grupa Kęty                 | Industrie              | KTY          | 2,16                | Kęty             | 1953              | 5.322 (2021)             |
|      | Jastrzębska Spółka Węglowa | Bergbau                | JSW          | 0,78                | Jastrzębie-Zdrój | 1993              | 31.916 (2021)            |
|      | KGHM Polska Miedź          | Bergbau                | KGH          | 5,06                | Lubin            | 1961              | 33.935 (2020)            |
|      | Kruk                       | Finanzdienstleistungen | KRU          | 2,59                | Wrocław          | 1998              | 3.267 (2022)             |
|      | LPP                        | Bekleidung             | LPP          | 6,96                | Gdańsk           | 1991              | 25.000 (2021)            |
|      | mBank                      | Finanzen               | MBK          | 2,49                | Warszawa         | 1986              | 5.100 (2020)             |
|      | Bank Millennium            | Finanzen               | MIL          | 1,70                | Warszawa         | 1989              | 7.079 (2021)             |
|      | Orange Polska              | Telekommunikation      | OPL          | 1,82                | Warszawa         | 1991              | 13.222 (2019)            |
|      | Orlen                      | Petrochemie            | PKN          | 10,28               | Płock            | 1999              | 21.109 (2021)            |
|      | Pekao                      | Finanzen               | PEO          | 9,35                | Warszawa         | 1929              | 13.497 (2021)            |
|      | Pepco                      | Handel                 | PCO          | 1,15                | Poznań           | 1999              | 26.000 (2021)            |
|      | PGE                        | Energie                | PGE          | 2,47                | Warszawa         | 1990              | 41.629 (2020)            |
|      | PKO Bank Polski            | Finanzen               | PKO          | 10,45               | Warszawa         | 1919              | 25.800 (2020)            |
|      | PZU                        | Finanzen               | PZU          | 9,12                | Warszawa         | 1803              | 40.805 (2020)            |
|      | Santander Bank Polska      | Finanzen               | SPL          | 5,41                | Warszawa         | 2001              | 10.867 (2019)            |
|      | TAURON Polska Energia      | Energie                | TPE          | 1,30                | Katowice         | 2006              | 25.572 (2020)            |
|      | Text                       | Technologie            | TXT          | 0,50                | Wrocław          | 2002              | 268 (2022)               |
|      | XTB                        | Finanzen               | XTB          | 0,66                | Warszawa         | 2004              | 1.000+ (2023)            |